# Josette Altmann Borbón
Josette Altmann- Borbón, Ph.D (San José, 17 de febrero de 1958) es una académica y política costarricense. Hasta julio de 2024, fue la Secretaria General de la Facultad Latinoamericana de Ciencias Sociales (FLACSO), la primera mujer en ocupar este puesto. Se desempeñó como Primera dama de Costa Rica durante la presidencia de su entonces esposo José María Figueres (1994-1998). 
Ha recibido distinciones como la Orden de Bernardo O’Higgins del Gobierno de Chile en 2024, “Mujer de la Década en la Esfera Pública y Liderazgo” por el Women Economic Forum en el 2021 y fue nombrada una de las 30 mujeres intelectuales más influyentes de Iberoamérica en el 2017 por Esglobal. 
Fue electa entre los 100 Personajes destacados en Centroamérica en el año 2023 por la Revista Forbes , recibió el reconocimiento por su liderazgo y contribución a la promoción de la diversidad cultural en el sistema multilateral otorgado por la Embajada de México en Costa Rica,  y fue electa entre las 14 mujeres costarricenses destacadas en altos puestos internacionales por el diario La Nación.

## Biografía
Nació en San José, el 17 de febrero de 1958. Estudió en la Escuela Anglo-Americana, el Colegio Saint Clare y es graduada del International Broarding School  Château Mont-Choisi en Suiza. Realizó un año sabático en la Universidad de Harvard.
Se casó con José María Figueres Olsen, Presidente de Costa Rica 1994-1998. 
Como Primera Dama coordinó el programa encargado de mejorar las condiciones de salud, nutrición,  educación, vivienda, empleo e ingresos en las poblaciones con los indicadores sociales más bajos del país, a través de políticas públicas de autogestión comunitaria. También lideró y planteó la campaña  POR UNA VIDA SIN VIOLENCIA dirigida a sensibilizar a las personas sobre temas de violencia intrafamiliar y género, esta campaña fue galardonada con el premio UNICEF de la comunicación 1995-1996. Mantuvo  la columna semanal de opinión Punto de Vista, en el periódico La República de 1994 hasta 1998.  
Es la primera mujer elegida Secretaria General de la Facultad Latinoamericana de Ciencias Sociales (FLACSO), organización académica, regional, internacional, intergubernamental, plural y autónoma con más de 65 años en América Latina y el Caribe.  Bajo su liderazgo, FLACSO ha sido reconocida  como uno de los  principales centros de pensamiento de la región según el Global Go to Think Thank Index Report, esta institución ha sido reconocida entre las diez mejores de esta naturaleza a nivel mundial. 
Josette es Doctora en Humanidades por la  Universidad de Leiden (Países Bajos), Magister Scientiae en Ciencias Políticas y Licenciada en  Historia por la Universidad de Costa Rica  (UCR). Ha dictado conferencias en las áreas de su especialidad en Asia, Europa, América del Norte, América Latina y el Caribe. Ha escrito o editado más de 90 publicaciones incluyendo 18 libros, 35 capítulos y 39 artículos académicas.  

## Trabajo en la FLACSO y en otras instituciones
Josette Altmann, inició su colaboración con la FLACSO como investigadora asociada en temas de integración y desarrollo. Fungió  como Directora del Observatorio de Integración Regional de América Latina y también fue la  Coordinadora Regional de Cooperación Internacional e Investigación  en el periodo 2006 a  2012. 
En junio de 2016 fue electa como la primera mujer en ocupar el cargo de Secretaria General, puesto que ejerció durante el periodo 2016-2020. y reelecta en junio del 2020 para el periodo 2020-2024.
Además de trabajar con esta organización, se ha desempeñado como miembro de los consejos de asesores de las siguientes organizaciones: Miembro en los Consejos Asesores de la Organización de Estados Iberoamericanos para la Educación, la Ciencia y la Cultura (OEI), Miembro del Consejo Asesor del Knowledge and Innovation Exchange Initiative for Latin America and the Caribbean (KIX-LAC),Chair Region Group Latin America and the Caribbean (LAC), Leiden University Sept.2018/Ago.2019, Miembro de la Comisión del Programa de Posgrado en Evaluación Educativa de la Universidad de Costa Rica, Profesora del Sistema de Estudios de Posgrado en Evaluación Educativa de la Universidad de Costa Rica, Profesora de las Facultades de Educación y de Ciencias Sociales de la Universidad de Costa Rica.   